# Manannan
În mitologia celtică, Manannan este fiul lui Lir, fiind un rege acvatic, prinț al oceanului. Are atributele multor zei celți și este frate cu Dagda. Posedă un cazan al abundenței și un vapor care se deplasează cu ajutorul gândului. Excelează în numeroase meserii, corespunzând așadar personajului Manawyddan. Se povestește că este capabil să declanșeze furtuni violente și să-și pună mantaua fermecată pe valuri, acoperindu-le cu o ceață deasă care face imposibilă navigația. Numele său vine de la insula lui Man, mic teritoriu situat în largul coastelor Irlanda și Scoția și care a servit ca refugiu pentru numeroși marinari în fața temutelor furtuni din regiune.